# Mastia

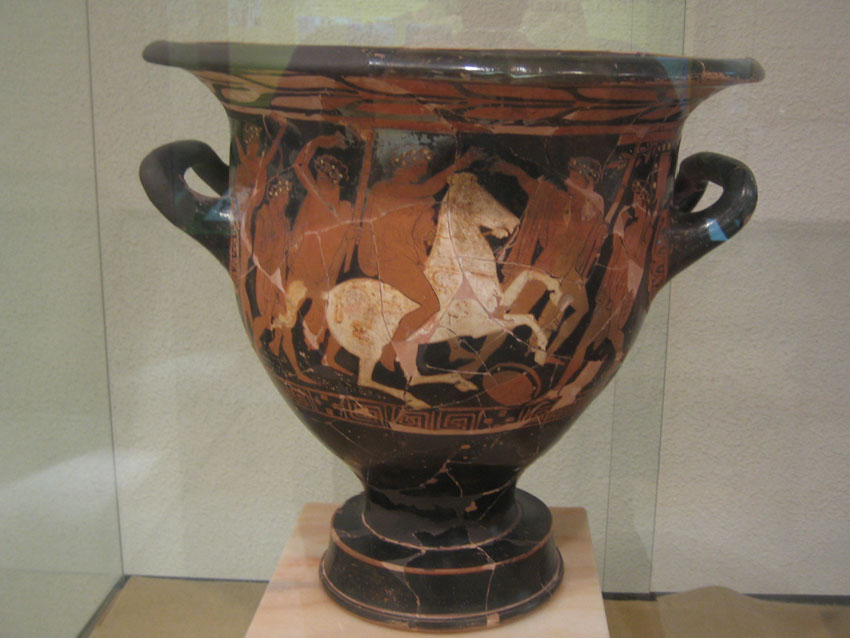
Cratère grec du village ibérique de Los Nietos, Carthagène. Il montre les échanges commerciaux de l'Ibérie avec l'Orient.

Mastia (ou Massia de Tarsis) est le nom d'une ancienne ethnie ibérique, appartenant à la confédération Tartessianne située dans le sud-est de l'Espagne et a toujours été associée à la ville de Carthagène (Espagne), principalement à partir de l'analyse des sources antiques au début du XXe siècle faites par l'allemand Adolf Schulten.

## Géographie
La première description de la cité de Mastia apparaît dans le livre intitulé Ora maritima du poète latin Rufus Festus Avienus, au IVe siècle, mais sa rédaction suppose l'utilisation de sources plus anciennes, comme un possible périple de marins de Massilia au VIe siècle av. J.-C.,.
Cependant, il n'y a pas de preuves définitives que le texte se rapporte à la ville de Carthagène, bien que par le contexte et le reste de descriptions d'accidents géographiques qui précèdent et qui suivent à ces vers, il semble qu'ils peuvent se rapporter à cette ville. Certains spécialistes ont placé Mastia dans un point proche de Mazarrón ou dans la cité antique de Carteia (aujourd'hui Cadix), situé au fond de la baie d'Algésiras.
Il existe également une référence à Mastia dans le second traité romano-carthaginois datant de 348 av. J.-C., sous le nom de Μαστια Ταρσειον (Mastia Tartesia), qui marque la limite de la possible influence de Rome et de ses alliés en Péninsule Ibérique.
Par Hécatée de Milet, nous savons que quelques cités dépendaient ou étaient sous le domaine d'influence de Mastia, ainsi il mentionne:
- Sixos des Mastienos. L'unique cité que l'on peut identifier avec certitude. Il s'agit de l'actuel Sexi (Almuñécar).
- Maniobora des Mastienos.
- Molybdine des Mastienos.
- Syalis des Mastienos.

Sa richesse minière, de pêche et agricole fut la cause du maintien dans l'aire d'influence du royaume des Tartessos.

## Fondation de Qart Hadasht
La première preuve de l'existence de Carthagène se réfère à la fondation autour de 227 av. J.-C. de la cité de Qart Hadasht (« Nouvelle Ville »), la principale colonie de Carthage dans la Péninsule Ibérique, par le général carthaginois Hasdrubal le Beau, gendre du général Hamilcar Barca.
La culture des Tartessos était déjà très acculturées par la culture punique, ce qui suppose qu'Hasdrubal le Beau a simplement refondé et fortifié la cité punique sur la Mastia tartessienne préexistante.
Malheureusement, les fouilles archéologiques du niveau ibérique et carthaginoise se révèlent très difficile à Carthagène, car ses couches archéologiques sont recouvertes par la Carthago Nova romaine qui s'est développée après.

### Note
1. ↑  Concrètement, le territoire de Mastia occupait les provinces actuelles d'Alicante, d'Almeria, de Murcie et une partie des provinces d'Albacete et de Valence.

## Annexe